# Arlington Heights (Washington)
Arlington Heights je obec v okrese Snohomish v americkém státě Washington. V roce 2010 měla 2 284 obyvatel, žijících na území o rozloze 29,4 km². Z uvedeného počtu obyvatel tvořili 94 % běloši, 1 % Asiaté a necelé 1 % původní obyvatelé. 3 % obyvatelstva bylo hispánského původu.